# Physiculus bertelseni
Physiculus bertelseni är en fiskart som beskrevs av Shcherbachev, 1993. Physiculus bertelseni ingår i släktet Physiculus och familjen Moridae. Inga underarter finns listade i Catalogue of Life.